# 北海学園大学短期大学部
北海学園大学短期大学部（ほっかいがくえんだいがくたんきだいがくぶ、英語: Hokkai Gakuen University Junior College）は、北海道札幌市豊平8条7丁目60番地に本部を置いていた日本の私立大学である。1950年に設置され、1969年に廃止された。

## 概要

### 大学全体
- 北海道札幌市[注 1]に所在した日本の私立短期大学で、設置主体は学校法人北海学園[1]。
- 国内で最初に認可された短期大学149校[注 2]の1校として、1950年に1学科80名で開学した[2]。
- 1950年に北海短期大学として開学された。当初は昼間部、夜間部に各1学科、入学総定員200名体制。当初あった経済科は後に四大に譲渡され、最終的には増設された土木科のみとなる。
- 1967年度の入学生を最後に[注釈 2]、1969年に閉学する[5]。

### 教育および研究
- 当初は経済科が設置され、Ⅰ部が大学に譲渡されたためⅡ部のみとなる。後に土木科が設置されるようになる。

## 沿革

### 略歴
- 大学設立当初は、札幌文科専門学院と統合を計画するも双方対立で破談して「札幌」を冠した短期大学を予定したが、1950年に札幌短期大学に先行され、北海英語学校の「北海」を冠した北海短期大学として設立した[6]。

### 年表
- 1885年 北海英語学校が創設される[7]。
- 1949年 各種学校北海学院設立[7]。
  - 10月 文部省[注釈 3]に短期大学[注 4]の設置認可を申請する[注 5][注 6]。
    - 商業科 
      - 第一部 入学定員80
      - 第二部 入学定員80

    - 経済科
      - 第一部 入学定員80
      - 第二部 入学定員80
- 1950年
  - 3月14日 短期大学の設置が文部省[注釈 3]より認可される[13][14]。学科は変更あり。
    - 商業科 
      - 第一部 入学定員80→不認可
      - 第二部 入学定員80→不認可

    - 経済科
      - 第一部 入学定員80→100
      - 第二部 入学定員80 →100

  - 4月1日 北海短期大学を開学する[注 7]。
- 1951年 
  - 4月1日 経済科第一部の学生募集をこの年度で最終とする[注 9]。
- 1953年 
  - 3月31日 経済科第一部を廃止とする[18]。
- 1954年
  - 5月1日 学生数[19]/定員
    - 経済科第二部 294[注釈 4]/200
- 1955年 大学併用の1号館校舎が完成
- 1962年 
  - 4月1日 以下の学科を増設する[20]。
    - 土木科
      - 第一部 入学定員50名
      - 第二部 入学定員50名

  - 5月1日 学生数[21]/定員
    -       - 第一部 59[注釈 5]/50
      - 第二部 52[注釈 5]/50
- 1965年 
  - 4月1日 北海短期大学を北海学園大学短期大学部に改称[22]。
  - 5月1日 学生数[23]/定員
    - 経済科第二部 161[注釈 6]/100
- 1966年 
  - 5月1日 学生数[24]/定員
    - 経済科第二部 161[注釈 6]
- 1967年
  - 4月1日 短期大学の学生募集が最終となる[注釈 2]。
  - 5月1日 学生数[25]/定員[26]
    - 土木科
      - 第一部 137[注釈 7]/100
      - 第二部 128[注釈 7]/100
- 1968年
  - 3月31日 経済科第二部が廃止される[3]。
  - 5月1日 学生数[27]/定員
    - 土木科
      - 第一部 64[注釈 5]/50
      - 第二部 66[注釈 5]/50
- 1969年
  - 3月31日 廃止する[5]。

## 基礎データ

### 所在地
- 北海道札幌市豊平8条7丁目60番地[注釈 1]
- 北海道札幌市南26条西11丁目[注 10]

## 教育および研究

### 組織

#### 学科
- 経済科 
  - 第一部 入学定員100名[注 11]
  - 第二部 入学定員100名[注 12]
- 土木科 
  - 第一部 入学定員50名[注釈 8]
  - 第二部 入学定員50名[注釈 8]

#### 専攻科
- なし

#### 別科
- なし

#### 取得資格について
- 経済科第二部に中学校教諭二級免許状（職業）と高等学校教諭二級免許状（商業）が設置されていた[29]。
- 土木科第一部・第二部には測量士補の資格が取得できる課程があった[30]。

## 大学関係者と出身者

### 歴代学長

#### 北海短期大学
- 上原轍三郎（1950年）

#### 北海学園大学短期大学部
- 高倉新一郎（1968年）

### 教職員
- 阿部利雄 - 経済科教授
- 小川譲二 - 工学科教授
- 野口祥昌 - 経済科助教授

### 出身者
- 荒巻義雄 - 小説家
- 清水幹夫 - アナウンサー
- 高木繁光 - 北海道議会議員
- 吉川宏 - 国際政治学者

## 施設

### キャンパス
- キャンパスは当初、北海高等学校、札幌商業高等学校（現・北海学園札幌高等学校）のある経済科を設置した北海道札幌市豊平8条7丁目60番地のみだったが、1962年より北海道札幌市南26条西11丁目に土木科を設置した。なお、南26条西11丁目のキャンパスは北海道からの払い下げの元警察学校校舎（木造2階建て）を使用した。

## 対外関係

### 関係校
- 札幌短期大学

### 系列校
- 北海学園大学